# Director de Finanzas de las Islas Malvinas
El Director de Finanzas de las Islas Malvinas (en inglés: Director of Finance of the Falkland Islands) es el funcionario gubernamental responsable de las cuestiones económicas y financieras de la administración británica de las Islas Malvinas. La soberanía de estos territorios es reivindicada por Argentina. La función y las facultades del Director de Finanzas se establecen en el Capítulo VI de la Constitución de las Islas Malvinas. Este cargo sustituyó a la Secretaría de Finanzas en 2009, cuando la nueva Constitución entró en vigor. Forma parte del Consejo Ejecutivo de las Islas Malvinas.
El Director de Finanzas es miembro nato de la Asamblea Legislativa y del Consejo Ejecutivo, y también actúa como escrutador de Puerto Argentino/Stanley en las elecciones generales y parciales en ausencia del Jefe del Ejecutivo. El Director de Finanzas no puede ser miembro de la Comisión de Cuentas Públicas.
El actual Director de Finanzas es James Wilson, quien asumió el cargo en 2017.

## Nómina
| Secretaría de Finanzas | Secretaría de Finanzas         |
| Secretario             | Periodo                        |
| ---------------------- | ------------------------------ |
| Derek Howatt           | 1975 - 30 de noviembre de 2007 |
| Keith Padgett          | 2008 - 2009                    |
| Dirección de Finanzas  |                                |
| Director               | Periodo                        |
| Keith Padgett          | 2009 - 2012                    |
| Nicola Granger         | 2012 - 2017                    |
| James Wilson           | 2017 - en el cargo             |